# Chotusice
Chotusice (németül: Chotusitz) település Csehországban, a Kutná Hora-i járásban. Chotusice Rohozec, Církvice, Čáslav, Žehušice és Vlačice településekkel határos. Lakosainak száma 805 fő (2024. január 1.).

## Népesség
A település lakosságának változását az alábbi diagram mutatja:
| Lakosok száma | 1535 | 1423 | 1247 | 1029 | 741  | 650  | 706  | 736  | 774  | 805  |
|               | 1869 | 1890 | 1921 | 1950 | 1980 | 2001 | 2017 | 2019 | 2022 | 2024 |